# Marpessa
Marpessa (in greco antico: Μάρπησσα?, Màrpēssa) è un personaggio della mitologia greca, figlia del dio del fiume Eveno e di sua moglie Alcippe.
Sposa di Ida fu madre di Cleopatra Alcione.

## Mitologia
Il padre dei lei volendola mantenere nubile, sfidava tutti i pretendenti ad una gara con il cocchio e solo al vincitore avrebbe concesso la mano della figlia, altrimenti gli avrebbe fatto tagliare la testa. Eveno era molto abile in queste sfide ed i decapitati erano ormai molti.
Ben presto riuscì con le teste cadute a creare una orrenda coda di testa nella sua casa come, destino vuole, facciano molti dei figli di Ares ma il dio Apollo, stanco di vedere tanta strage decise di intervenire per porre termine, una volta per tutte a tali ingiustizie così la sfida non ci fu mai poiché Ida (uno dei futuri Argonauti), la rapì davanti agli occhi del padre il quale, gettatosi all'inseguimento e non riuscendo a raggiungerli si suicidò annegando in un fiume.
Ida ed Apollo infine si batterono per la mano della ragazza e così Zeus intervenne dividendoli e chiedendo alla donna chi preferisse tra i due e Marpessa scelse Idas, poiché Apollo, essendo immortale, avrebbe potuto abbandonarla quando fosse invecchiata.
Quando Ida fu ucciso dalle mani di uno dei Dioscuri (Polluce), Marpessa si uccise.